# Dávid Hudák
Dávid Hudák (sinh 21 tháng 3 năm 1993) là một hậu vệ bóng đá Slovakia hiện tại thi đấu cho Mezőkövesd-Zsóry SE. Anh là người Hungary thiểu số.

## ŠK Slovan Bratislava
Anh ra mắt cho ŠK Slovan Bratislava trước MFK Košice ngày 22 tháng 7 năm 2012.

## Thống kê câu lạc bộ
| Câu lạc bộ          | Mùa giải | Giải vô địch | Giải vô địch | Cúp     | Cúp       | Châu Âu | Châu Âu   | Tổng    | Tổng      |
| Câu lạc bộ          | Mùa giải | Số trận      | Bàn thắng    | Số trận | Bàn thắng | Số trận | Bàn thắng | Số trận | Bàn thắng |
| ------------------- | -------- | ------------ | ------------ | ------- | --------- | ------- | --------- | ------- | --------- |
| Slovan Bratislava   |          |              |              |         |           |         |           |         |           |
| 2012–13             | 3        | 0            | 1            | 0       | 0         | 0       | 4         | 0       |           |
| 2013–14             | 10       | 0            | 3            | 0       | 0         | 0       | 13        | 0       |           |
| 2014–15             | 12       | 0            | 2            | 0       | 10        | 0       | 24        | 0       |           |
| 2015–16             | 6        | 1            | 2            | 0       | 4         | 0       | 12        | 1       |           |
| Tổng                | 31       | 1            | 8            | 0       | 14        | 0       | 53        | 1       |           |
| Dunajská Streda     |          |              |              |         |           |         |           |         |           |
| 2013–14             | 10       | 0            | 1            | 0       | 0         | 0       | 11        | 0       |           |
| Tổng                | 10       | 0            | 1            | 0       | 0         | 0       | 11        | 0       |           |
| Újpest              |          |              |              |         |           |         |           |         |           |
| 2014–15             | 9        | 0            | 1            | 0       | –         | –       | 10        | 0       |           |
| Tổng                | 9        | 0            | 1            | 0       | 0         | 0       | 10        | 0       |           |
| Skalica             |          |              |              |         |           |         |           |         |           |
| 2015–16             | 10       | 0            | 0            | 0       | –         | –       | 10        | 0       |           |
| Tổng                | 10       | 0            | 0            | 0       | 0         | 0       | 10        | 0       |           |
| Mezőkövesd          |          |              |              |         |           |         |           |         |           |
| 2016–17             | 30       | 1            | 5            | 1       | –         | –       | 35        | 2       |           |
| 2017–18             | 19       | 1            | 1            | 0       | –         | –       | 20        | 1       |           |
| Tổng                | 49       | 2            | 6            | 1       | 0         | 0       | 55        | 3       |           |
| Tổng cộng sự nghiệp |          | 109          | 3            | 16      | 1         | 14      | 0         | 149     | 4         |

Cập nhật theo các trận đấu đã diễn ra tính đến ngày 9 tháng 12 năm 2017.